# Dalibor Malíř
Dalibor Malíř (* 25. července 1963) byl český politik, po sametové revoluci československý poslanec Sněmovny národů Federálního shromáždění za formaci Sdružení pro republiku - Republikánská strana Československa (republikáni).

## Biografie
Ve volbách roku 1992 byl za SPR-RSČ zvolen do české části Sněmovny národů (volební obvod Severomoravský kraj). Ve Federálním shromáždění setrval do zániku Československa v prosinci 1992. V parlamentu se stal účastníkem aféry, kdy se skupina poslanců (v čele s Františkem Kondelíkem) opila v parlamentním bufetu, hajlovala a ohrožovala novináře nožem.